# Altenhof (Solingen)
Altenhof ist ein aus einer Hofschaft hervorgegangener Wohnplatz in der bergischen Großstadt Solingen.

## Geographie
Altenhof befindet sich nördlich der nach dem Ort benannten Altenhofer Straße westlich des Walder Stadtteilzentrums. Der Ort liegt in leichter Hanglage und teils aufgelockerter Bauweise im Straßenviereck zwischen Altenhofer, Adolf-Clarenbach-, Dürerstraße und Baldungweg. Nördlich befindet sich Wittkulle, außerdem die Jahnkampfbahn mit ihren weiteren Außensportanlagen und einer Turnhalle des Wald-Merscheider Turnvereins. Im Osten liegen Wiedenhof, die Friedrich-Albert-Lange-Schule (FALS) sowie das denkmalgeschützte Gebäude Altenhofer Straße 16. Südlich von Altenhof liegt Scheuer, südwestlich Weyer und Häuschen und im Westen Krausen.

## Geschichte
Die Geschichte von Altenhof kann bis in das 18. Jahrhundert zurückverfolgt werden. In der Karte Topographia Ducatus Montani, Blatt Amt Solingen, aus dem Jahr 1715 von Erich Philipp Ploennies ist Altenhof mit einer Hofstelle verzeichnet und bereits als Altenhof benannt. Der Ort gehörte zur Honschaft Itter innerhalb des bergischen Amtes Solingen. Die Topographische Aufnahme der Rheinlande von 1824 verzeichnet den Ort als Altenhof. Die Preußische Uraufnahme von 1844 ebenso, in der Topographischen Karte des Regierungsbezirks Düsseldorf von 1871 ist der Ort erneut als Altenhof verzeichnet.
Nach Gründung der Mairien und späteren Bürgermeistereien Anfang des 19. Jahrhunderts gehörte der Ort zur Bürgermeisterei Wald, dort lag er in der Flur I. (Wittkull). 1815/16 lebten 61, im Jahr 1830 69 Menschen im als Dorf bezeichneten Altenfeld. 1832 war der Ort Teil der Ersten Dorfhonschaft innerhalb der Bürgermeisterei Wald. Der nach der Statistik und Topographie des Regierungsbezirks Düsseldorf als Hofstadt kategorisierte Ort besaß zu dieser Zeit acht Wohnhäuser und vier landwirtschaftliche Gebäude. Zu dieser Zeit lebten 48 Einwohner im Ort, davon fünf katholischen und 43 evangelischen Bekenntnisses. Die Gemeinde- und Gutbezirksstatistik der Rheinprovinz führt den Ort 1871 mit 21 Wohnhäusern und 138 Einwohnern auf. Im Gemeindelexikon für die Provinz Rheinland von 1888 werden für Altenhof zehn Wohnhäuser mit 58 Einwohnern angegeben.
Ab Ende des 19. Jahrhunderts verlor der Ort seine eigenständige Lage als Hofschaft und ging in den expandierenden Wohn- und Gewerbegebieten östlich des Walder Kernorts lückenlos auf.
Mit der Städtevereinigung zu Groß-Solingen im Jahre 1929 wurde Altenhof ein Ortsteil Solingens. Seit dem Jahre 1984 steht von den historischen Fachwerkhäusern in der Hofschaft das abgebildete, verschieferte Gebäude Altenhof 7 unter Denkmalschutz.